# Angraecum eburneum
Angraecum eburneum là một loài lan.